# Шукубай
Шукубай (каз. Шоқыбай) — упразднённое село в Денисовском районе Костанайской области Казахстана. Входило в состав Тобольского сельского округа. Исключено из учётных данных в 2017 году. Код КАТО — 394067400.

## Население
В 1999 году население села составляло 363 человека (185 мужчин и 178 женщин). По данным переписи 2009 года в селе проживало 98 человек (51 мужчина и 47 женщин).